# Taty du Post Rock
 (juin 2025).
Motif : Album de compilation, absence de sources secondaires, voir WP:NMA
- Archive Wikiwix
- Bing
- Cairn
- DuckDuckGo
- E. Universalis
- Gallica
- Google
- G. Books
- G. News
- G. Scholar
- Persée
- Qwant
- (zh) Baidu
- (ru) Yandex
- (wd) trouver des œuvres sur Wikidata

| 1. | Préciser le motif de la pose du bandeau. | Précisez le motif de la pose du bandeau en utilisant la syntaxe suivante : {{admissibilité à vérifier\|date=juin 2025\|motif=remplacez ce texte par le motif}}                         |
| 2. | Informer les utilisateurs concernés.     | Pensez à avertir le créateur de l'article, par exemple, en insérant le code ci-dessous sur sa page de discussion : {{subst:avertissement admissibilité à vérifier\|Taty du Post Rock}} |

Taty du Post-Rock est un album compilation de musique rock. Il a été commercialisé au format CD en France en 1999 et était disponible dans les autres pays en import.

## Titres
1. Playdoh - In Lot
2. Chokebore - Speed of Sound (Chokeboresound studio version)
3. Shane Cough - Logan
4. Gainsaid - Mute
5. John - Darling, You're the Man
6. Münch - Scornful
7. Heïdi Fleiss - Relax... It's Just Sex (remix)
8. The Shyness Clinic - I Used to Be an Actor
9. Killer LP Trax - Pure Love Action
10. Moan - Tigers
11. Betty - Phenomenum
12. Manifold - w9ulto 19
13. Unwound - Lifetime Achievement Award
14. bonus track : NK - Ravalements

## Commentaires
La chanson de Chokebore Speed of Sound (Chokeboresound studio version) est une version alternative de Speed of Sound qui ouvre l'album Black Black.